# Adolphe Théodore Brongniart
Adolphe Théodore Brongniart (Parigi, 14 gennaio 1801 – 18 febbraio 1876) è stato un botanico francese, figlio del naturalista Alexandre Brongniart e nipote dell'architetto Alexandre-Théodore Brongniart.
È considerato il padre della paleobotanica. Con la sua opera Histoire des végétaux fossiles (1828–47) ha posto le basi di questa scienza che esplora le relazioni tra le specie botaniche fossili e le specie viventi.
Il 26 novembre 1828 divenne socio dell'Accademia delle scienze di Torino.
Occupò la carica di direttore del Museo nazionale di storia naturale di Francia negli anni 1846 e 1847.

## Opere
- "Essai d'une classification naturelle des champignons" (1825).
- "Mémoire sur la famille des rhamnées" (1826).
- " Prodrome d'une histoire des végétaux fossiles " Paris (1828).
- "Histoire des végétaux fossiles, ou recherches botaniques et géologiques sur les végétaux renfermés dans les diverses couches du globe" (1828-47, 2 Volúmenes).
- "Enumération des genres des plantes cultivées au Musée d'histoire naturelle de Paris" (1843, 2. Edic. 1850).
- "Rapport sur les progrès de la botanique phytographique" (1868).
- "Recherches sur les graines fossiles silicifiées" (1881). (postumo).